# Nierośno (gromada)
Nierośno – dawna gromada, czyli najmniejsza jednostka podziału terytorialnego Polskiej Rzeczypospolitej Ludowej w latach 1954–1972.
Gromady, z gromadzkimi radami narodowymi (GRN) jako organami władzy najniższego stopnia na wsi, funkcjonowały od reformy reorganizującej administrację wiejską przeprowadzonej jesienią 1954 do momentu ich zniesienia z dniem 1 stycznia 1973, tym samym wypierając organizację gminną w latach 1954–1972.
Gromadę Nierośno z siedzibą GRN w Nierośnie utworzono – jako jedną z 8759 gromad – w powiecie sokólskim w woj. białostockim, na mocy uchwały nr 22/V WRN w Białymstoku z dnia 4 października 1954. W skład jednostki weszły obszary dotychczasowych gromad Nierośno, Krugło, Łozowo ze zniesionej gminy Dąbrowa oraz gromada Mościcha ze zniesionej gminy Sidra w tymże powiecie. Dla gromady ustalono 14 członków gromadzkiej rady narodowej.
1 stycznia 1956 roku gromadę przyłączono do nowo utworzonego powiatu dąbrowskiego.
31 grudnia 1959 do gromady Nierośno przyłączono obszar zniesionej gromady Reszkowce.
31 grudnia 1961 z gromady Nierośno wyłączono wieś Romanówka oraz kolonie Romanówka i Podromanówka, włączając je do gromady Majewo w powiecie sokólskim w tymże województwie.
Gromada przetrwała do końca 1972 roku, czyli do kolejnej reformy gminnej.